# Dienstauszeichnungskreuz für Offiziere (Anhalt-Köthen)
Das Dienstauszeichnungskreuz für Offiziere wurde am 29. Oktober 1847 durch Herzog Heinrich von Anhalt-Köthen gemeinsam mit der Dienstauszeichnungsschnalle für Unteroffiziere und Mannschaften gestiftet.
Das Kreuz konnte allen tadellos dienenden Offiziere des Köthener Militärs nach 25 Dienstjahren verliehen werden. Die Anrechnung von Dienstzeiten im fremden Militärdienst war ausgeschlossen.
Das Ordenszeichen ist ein achtspitziges Johanniterkreuz aus vergoldeter Bronze. Mittig im weißemaillierten Medaillon die goldene Initiale H (Heinrich), von einer Herzogskrone überragt. Rückseitig die römischen Ziffern XXV.
Die Auszeichnung wurde an einem hellgrünen Band auf der linken Brust getragen.
Am 17. April 1855 wurde die Verleihung durch Verordnung von Herzog Leopold IV. Friedrich nach der Vereinigung zum Herzogtum Anhalt eingestellt.